# Montreuil-en-Auge
Montreuil-en-Auge ist eine französische Gemeinde mit 65 Einwohnern (Stand 1. Januar 2022) im Département Calvados in der Region Normandie. Sie gehört zum Arrondissement Lisieux und zum Kanton Mézidon Vallée d’Auge. 
Sie grenzt an Norden an Léaupartie und La Roque-Baignard, im Osten an Manerbe, im Südosten an Saint-Ouen-le-Pin und im Süden und im Westen Cambremer.

## Weblinks

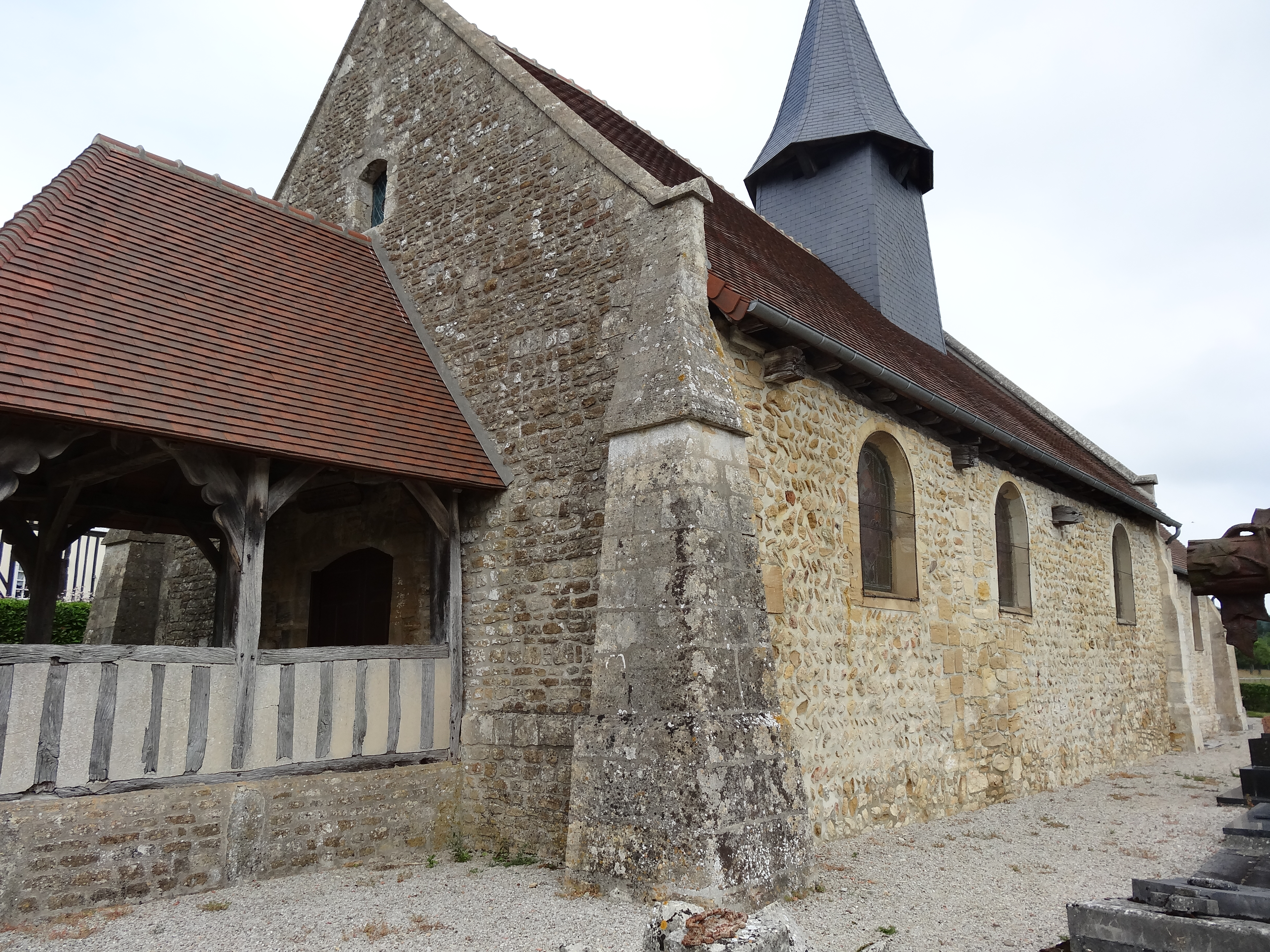
Kirche Saint-Roch, Südfassade

## Bevölkerungsentwicklung
| Jahr      | 1962 | 1968 | 1975 | 1982 | 1990 | 1999 | 2008 | 2015 |
| --------- | ---- | ---- | ---- | ---- | ---- | ---- | ---- | ---- |
| Einwohner | 58   | 51   | 40   | 42   | 42   | 53   | 44   | 52   |

## Sehenswürdigkeiten
- Kirche Saint-Roch